# Claus Vogt (Fußballfunktionär)

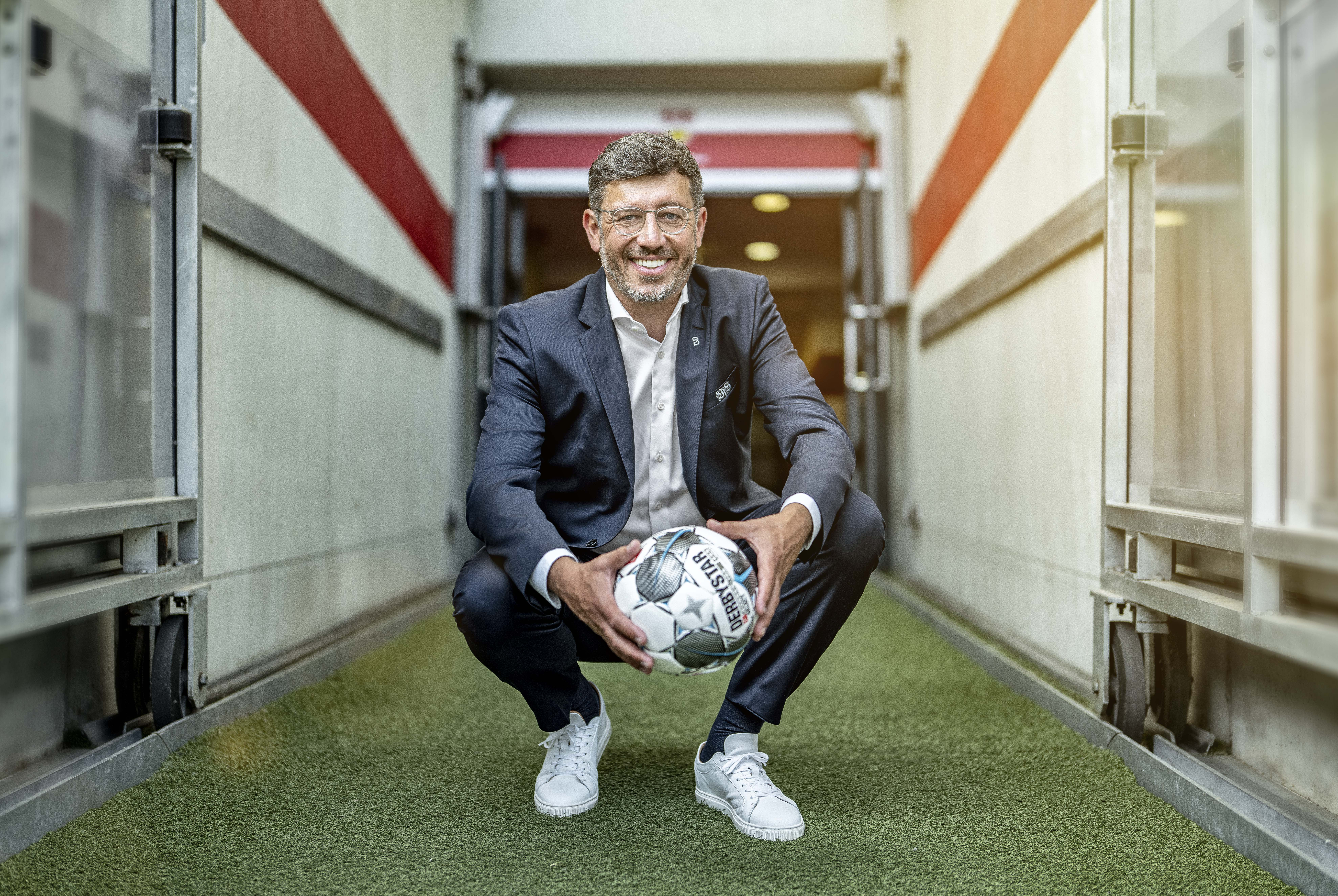
Claus Vogt

Claus Günter Vogt (* 12. August 1969 in Nürtingen) ist ein deutscher Sportfunktionär und Unternehmer. Von Dezember 2019 bis Juli 2024 war er Präsident des VfB Stuttgart. Von Dezember 2019 bis März 2024 war er zudem Aufsichtsratsvorsitzender der gleichnamigen Aktiengesellschaft.

## Karriere
Nach seinem Studium in Maschinenbau und Umweltschutztechnik kümmerte sich Claus Vogt bei der Robert Bosch GmbH um Immobilienbewirtschaftung und Werkerhaltung in Stuttgart. 1996 wechselte er zur Metro Wertstoff Circle Services GmbH und wurde dort Facility Manager Deutschland und Assistent der Geschäftsführung.
Nachdem er Bereichsleiter Facility Management International und später Prokurist geworden war, gründete Claus Vogt 2010 das Facilitymanagement-Unternehmen Intesia Group Holding GmbH.
Im Januar 2017 gründete Claus Vogt den Verein FC PlayFair!, der sich vereinsübergreifend für Fan- und Vereinsinteressen einsetzt. Nachdem Vogt im Dezember 2019 zum Präsidenten des VfB Stuttgart gewählt worden war, trat er als Vorsitzender des Vereins zurück. Seither ist er Teil des Vereinsbeirats.
Am 15. Dezember 2019 wurde Claus Vogt bei der Mitgliederversammlung des VfB Stuttgart zum Präsidenten des Klubs gewählt. Daraufhin übernahm Vogt zugleich den Aufsichtsratsvorsitz bei der VfB Stuttgart 1893 AG. Nach einem internen Machtkampf wurde er vom Vereinsbeirat erneut als Präsidentschaftskandidat nominiert und am 18. Juli 2021 von der Mitgliederversammlung für weitere vier Jahre gewählt.  Am 12. März 2024 wurde Vogt als Aufsichtsratsvorsitzender der AG von Tanja Gönner abgelöst. Er verblieb zunächst als reguläres Mitglied im Aufsichtsrat. Am 28. Juli 2024 wurde er von der Mitgliederversammlung des Vereins mit 86,03 Prozent der Stimmen als Präsident abgewählt. Mitglied des VfB ist er seit 1984.

## Privates
Claus Vogt ist verheiratet und hat drei Kinder. Er wohnt mit seiner Familie im Waldenbucher Stadtteil Glashütte.